# دریاچه خوروشیه
دریاچه خوروشیه (روسی: Хорошее) یک دریاچه در استان نووسیبیرسک کشور روسیه است..